# Abby Ryder Fortson
Abby Ryder Fortson (Burbank, 14 marzo 2008) è un'attrice statunitense.

## Biografia
Abby Ryder Fortson è nata in California, figlia di John Fortson e dell'attrice Christie Lynn Smith. Ha iniziato la sua carriera nel 2012 partecipando a spot pubblicitari per varie aziende e marchi come Toyota, Chevrolet e Netflix.
Ha ottenuto il suo primo ruolo televisivo nel 2013 nella serie The Mindy Project. L'anno successivo ha ottenuto il ruolo ricorrente di Ella Novak nella serie Transparent. Nel 2015 interpreta la parte di Cassie Lang, la figlia del supereroe Ant-Man, nell'omonimo film del Marvel Cinematic Universe, ruolo che ricopre anche nel sequel Ant-Man and the Wasp (2018).
Nel 2015 prende parte alla serie televisiva dell'ABC The Whispers e alla serie Togetherness, prodotta da HBO. 
Ha interpretato Lorretta Willard da bambina in Loop, serie originale Amazon del 2020.

## Filmografia

### Attrice

#### Cinema
- Playing It Cool, regia di Justin Reardon (2014)
- Ant-Man, regia di Peyton Reed (2015)
- Per sempre la mia ragazza (Forever My Girl), regia di Bethany Ashton Wolf (2018)
- Ant-Man and the Wasp, regia di Peyton Reed (2018)
- Qua la zampa 2 - Un amico è per sempre (A Dog's Journey), regia di Gail Mancuso (2019)
- Ci sei Dio? Sono io, Margaret (Are You There, God? It's Me, Margaret), regia di Kelly Fremon Craig (2023)

#### Televisione
- The Mindy Project – serie TV, episodio 2x07 (2013)
- Transparent – serie TV, 7 episodi (2014)
- The Whispers – serie TV, 6 episodi (2015)
- Togetherness – serie TV, 10 episodi (2015-2016)
- Room 104 – serie TV, episodio 2x09 (2018)
- Loop (Tales from the Loop) – serie TV, episodi 1x01-1x08 (2020)
- The Pitt – serie TV, 4 episodi (2025)

### Doppiatrice
- Miles dal futuro (Miles from Tomorrowland) – serie TV, 1 episodio (2016)
- T.O.T.S. - Trasporto Organizzato Teneri Supercuccioli (T.O.T.S. - Tiny Ones Transport Service) – serie TV, 1 episodio (2019)
- Trolls - La festa continua! (Trolls: The Beat Goes On!) – serie TV, 6 episodi (2018-2019)
- DuckTales – serie TV, 1 episodio (2020)

## Doppiatrici italiane
Nelle versioni in italiano dei suoi film, Abby Ryder Fortson è stata doppiata da:
- Alice Porto in Ant-Man, The Whispers, Ant-Man and the Wasp
- Chiara Fabiano in Togetherness
- Alessandra Cannavale in Loop
- Eloisa Brusa in Qua la zampa 2 - Un amico è per sempre